# Mont Hazlett
Pour les articles homonymes, voir Hazlett.
Le mont Hazlett est une montagne culminant à 2 080 mètres d'altitude sur le bord sud de l'embouchure du glacier Montecchi, où ce dernier converge dans le glacier Tucker, dans la chaîne Victory de la terre Victoria, en Antarctique. Il est cartographié par l'Institut d'études géologiques des États-Unis à partir de relevés et de photos aériennes de la Navy, de 1960 à 1964, et est nommé par le Comité de conseil américain pour les noms en Antarctique en l'honneur de Paul C. Hazlett, membre de l'escadron VX-6 de la marine à la base McMurdo, en 1968.